# Amalocichla incerta
Petróica-terrestre-pequena ou papinho-pitoide-pequeno (Amalocichla incerta) é uma espécie de ave da família Petroicidae.
Pode ser encontrada nos seguintes países: Indonésia (Nova Guiné Ocidental) e Papua-Nova Guiné.